# 石田誠 (演出家)
石田 誠（いしだ まこと、1975年1月23日 - ）は、ニッポン放送制作部のディレクターである。

## 略歴
- ニッポン放送とフジテレビで社長を務めた石田達郎は父方の祖父にあたる。2005年に結婚した。
- 2004年5月に営業部へ異動となったが成績不振で、2006年3月にディレクターとして復帰した。

## 現在担当している番組
- 上柳昌彦 あさぼらけ（2016年3月28日 - 、一部曜日のディレクター）

## かつて担当した番組
- 松浦亜弥のオールナイトニッポン（ディレクター）
- 西川貴教のオールナイトニッポン（AD時代）
- 鶴光の噂のゴールデンアワー（AD時代）
- 矢口真里のallnightnippon SUPER! AD時代。めちゃ×2イケてるッ!に出演するなどナインティナインと絡みがある。
- あなたがいるから、矢口真里
- テリー伊藤のってけラジオ（月 - 金、13:00 - 15:30、ディレクター・2002年 - 2007年）
- ヤンピース（月 - 木、22:00-24:00）
- ナインティナインのオールナイトニッポン（木、25:00 - 27:00）
- 次長課長のオールナイトニッポンR（土、27:00-  29:00）
- 小栗旬のオールナイトニッポン(水、25:00 - 27:00)
- 上柳昌彦のお早うGoodDay!（平日朝）報道記者として
- ゴッドアフタヌーン アッコのいいかげんに1000回（2021年9月4日当時担当）